# HD 119765
HD 119765，又名BD+52 1733，SAO 28866、HR 5169，是一颗恒星，视星等为6.02，位于銀經104.91，銀緯63.19，其B1900.0坐标为赤經13h 40m 2.1s，赤緯+52° 63.19′ 2″。